# Mycomya traveri
Mycomya traveri är en tvåvingeart som beskrevs av Coher 1950. Mycomya traveri ingår i släktet Mycomya och familjen svampmyggor. Inga underarter finns listade i Catalogue of Life.